# Stanisław Dybaś
Stanisław Dybaś (ur. 19 stycznia 1925 w Osobnicy, zm. 30 marca 2008 w Krośnie) – polski technik mechanizacji rolnictwa, poseł na Sejm PRL IV kadencji.

## Życiorys
Syn Józefa i Katarzyny. Uzyskał wykształcenie średnie, z zawodu technik mechanizacji rolnictwa. Pracował na stanowisku dyrektora państwowego gospodarstwa rolnego w Boćwince. Wstąpił do Polskiej Zjednoczonej Partii Robotniczej. W 1965 uzyskał mandat posła na Sejm PRL IV kadencji w okręgu Ełk, w trakcie kadencji zasiadał w Komisji Rolnictwa i Przemysłu Spożywczego.
Odznaczony Srebrnym Krzyżem Zasługi.